# Riemannova zeta-funkcija
U matematici, Riemannova zeta-funkcija, nazvana po Bernhardu Riemannu, je važna funkcija u teoriji brojeva zbog veze s teoremom o raspodjeli prostih brojeva. Također se primjenjuje u fizici, teoriji vjerojatnosti, i primijenjenoj statistici.

## Motivacija
Prvi korak ka Riemannovoj zeta-funkciji bilo je rješenje Baselskog problema, koje je 1735. postigao Leonhard Euler. To je bila suma reda
{\displaystyle \sum _{n=1}^{\infty }{\frac {1}{n^{2}}}=\zeta (2)}.
Koristeći tehnike množenja i faktorizacije konačnih polinoma na beskonačnim polinomima i povlačeći paralelu s Taylorovim redom funkcije sinus, Euler je izveo ζ(2), a ubrzo je svojom tehnikom došao i do izvoda vrijednosti zeta-funkcije i za sve veće parne brojeve. Funkcija je kasnije proširena na sve kompleksne brojeve čiji je realni dio veći od 1.
Riemann je prvi detaljno istražio svojstva funkcije, povezao ju s prostim brojevima te dao tzv. Riemannovu hipotezu, pa se stoga funkcija i naziva po njemu.

## Definicija
Funkcija ζ(s) je funkcija kompleksne varijable s i najprije se definirala sljedećom beskonačnom sumom:
{\displaystyle \zeta (s)=\sum _{n=1}^{\infty }{\frac {1}{n^{s}}}}
Leonhard Euler je otkrio vezu zeta-funkcije i raspodjele prostih brojeva:
{\displaystyle {\begin{aligned}\sum _{n\geq 1}{\frac {1}{n^{s}}}&=\prod _{p{\text{ prim}}}{\frac {1}{1-p^{-s}}}\\&=\left(1+{\frac {1}{2^{s}}}+{\frac {1}{4^{s}}}+\cdots \right)\left(1+{\frac {1}{3^{s}}}+{\frac {1}{9^{s}}}+\cdots \right)\cdots \left(1+{\frac {1}{p^{s}}}+{\frac {1}{p^{2s}}}+\cdots \right)\cdots ,\end{aligned}}}
gdje, po definiciji, lijeva strana je ζ(s) a beskonačni produkt na desnoj strani je po svim prostim brojevima p.
Zeta-funkcija daje sljedeće vrijednosti za neke odabrane brojeve:
{\displaystyle \zeta (0)=-1/2}
{\displaystyle \zeta (1/2)\approx -1.4603545088095868}
{\displaystyle \zeta (1)=1+{\frac {1}{2}}+{\frac {1}{3}}+\cdots =\infty }; (harmonijski red)
{\displaystyle \zeta (3/2)\approx 2.612}; koristi se za računanje kritične temperature Bose–Einsteinovog kondenzata u fizici.
{\displaystyle \zeta (2)=1+{\frac {1}{2^{2}}}+{\frac {1}{3^{2}}}+\cdots ={\frac {\pi ^{2}}{6}}\approx 1.645}; dokaz ove jednakosti je tzv. Bazelski problem.
{\displaystyle \zeta (5/2)\approx 1.341}
{\displaystyle \zeta (3)=1+{\frac {1}{2^{3}}}+{\frac {1}{3^{3}}}+\cdots \approx 1.202}; tzv. Apéryjeva konstanta
{\displaystyle \zeta (7/2)\approx 1.127}
{\displaystyle \zeta (4)=1+{\frac {1}{2^{4}}}+{\frac {1}{3^{4}}}+\cdots ={\frac {\pi ^{4}}{90}}\approx 1.0823}
Poznato je da zeta-funkcija ima nultočke -2, -4, -6... One se nazivaju trivijalnima. Hipoteza da sve ostale (kompleksne) nultočke imaju realni dio jednak 1/2 je poznata kao Riemannova hipoteza i do sada nije riješena.

## Vanjske poveznice
- Riemann Zeta Function, in Wolfram Mathworld - objašnjenje koje koristi matematički pristup (eng.)
- Tablica odabranih nultočki  Arhivirana inačica izvorne stranice od 17. svibnja 2009. (Wayback Machine)